# 正福寺 (さいたま市浦和区)
正福寺（しょうふくじ）は、埼玉県さいたま市浦和区にある天台宗の寺院。

## 歴史
創建年代は不明である。ただ江戸時代後期の地誌『新編武蔵風土記稿』に掲載されていることから、少なくとも江戸時代後期には既に存在していたものと推測される。
新編武蔵風土記稿によると文化・文政期（1804年から1829年、化政文化の時期）に編さんされたころ、武蔵国足立郡上木崎村は戸数37の小村で、天水頼みの農業が主要産業の貧村であったが、それでも村の信仰の拠り所として維持されてきた。

## 交通アクセス
- 与野駅より徒歩約14分。